# Pfarrhaus (Niedergrunstedt)

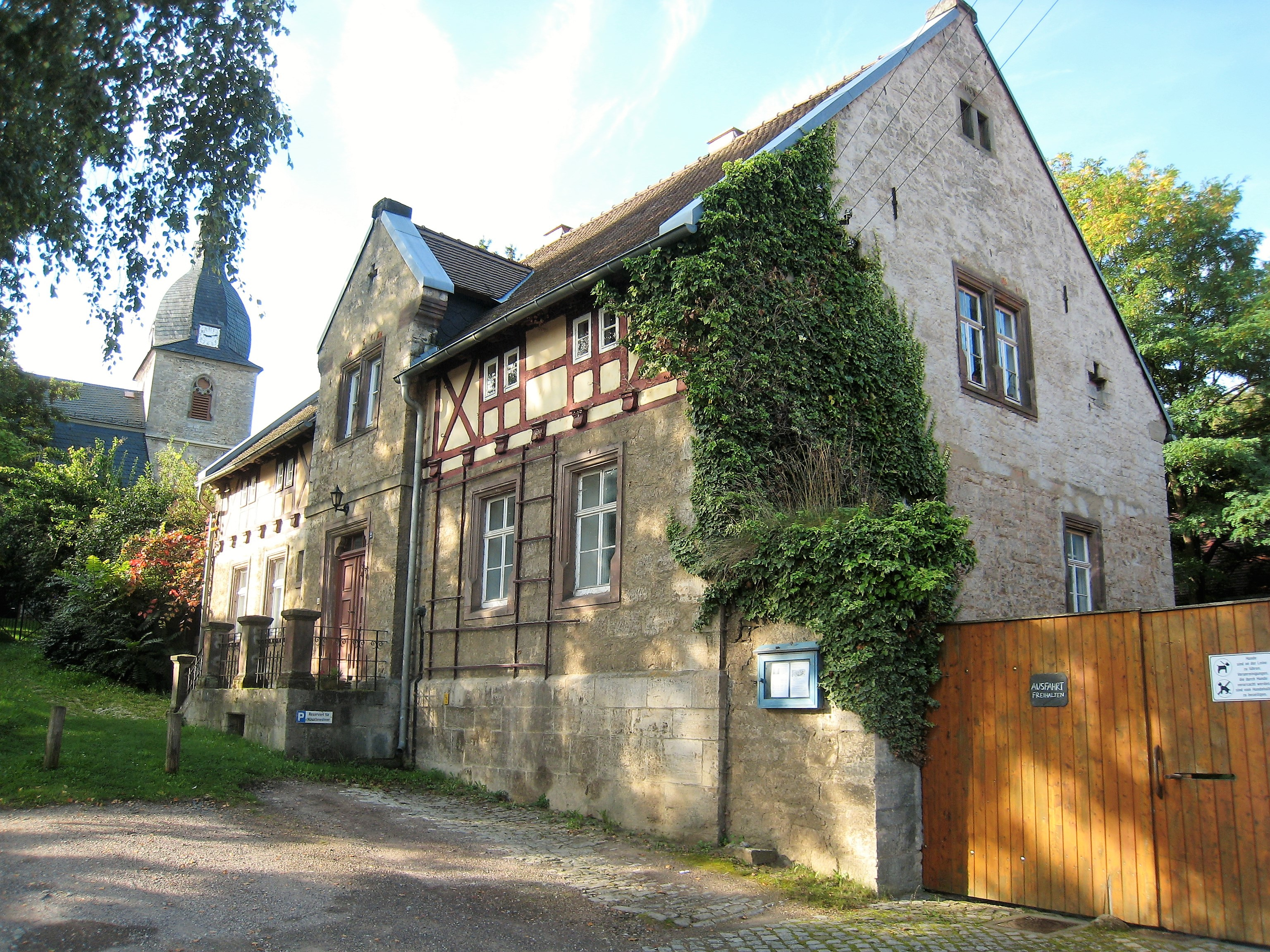
Pfarrhaus Niedergrunstedt

Das Pfarrhaus der evangelisch-lutherischen Kirche St. Mauritius im Weimarer Ortsteil Niedergrunstedt am Schulweg 2 ist denkmalgeschützt.

## Geschichte
Die Pfarrei ist sei 1294 bezeugt. Andere Angaben geben das Jahr mit 1289 als Gründungsjahr Niedergrunstedts als "Grunstete" an. Das Pfarrhaus wie auch die Schule am Schulweg 4 sollen 1646 zusammen abgebrannt sein, verursacht durch die abziehenden Schweden im Dreißigjährigen Krieg. Allerdings erfolgte zwischen 1729/30 laut Gemeinde Niedergrunstedt ein Neubau.
So wie das Pfarrhaus dasteht, wurde es 1862/63 nach den Entwurf von Carl Stegmann neuerrichtet. Eine Wetterfahne bezeugt das Jahr 1863. In den Jahren 1864/65 kam eine Kutschenremise und eine Scheune hinzu. Die Schule entstand 1835 und bildet zusammen mit dem Pfarrhaus, der Pfarrscheune und der Kirche ein bauliches Ensemble. Der Mittelrisalit mit dem Eingang tritt markant hervor. Das Erdgeschoss ist aus Bruchstein gemauert, während das Obergeschoss in Fachwerk ausgeführt ist. Am Risaliten geht die Mauerung bis zum Dachgiebel. Im Norden wird der Pfarrhof durch eine Bruchsteinmauer begrenzt. Die Quelle für Pfarrhaus, Pfarrscheune, Kirche und Schule ist das Pfarrarchiv Niedergrunstedt, C 4-6. Pfarrarchiv. Das Pfarrhaus wurde mehrfach umgebaut. Es besitzt einen Gewölbekeller, der 1997/98 ebenfalls umgebaut wurde.